# Pragelato

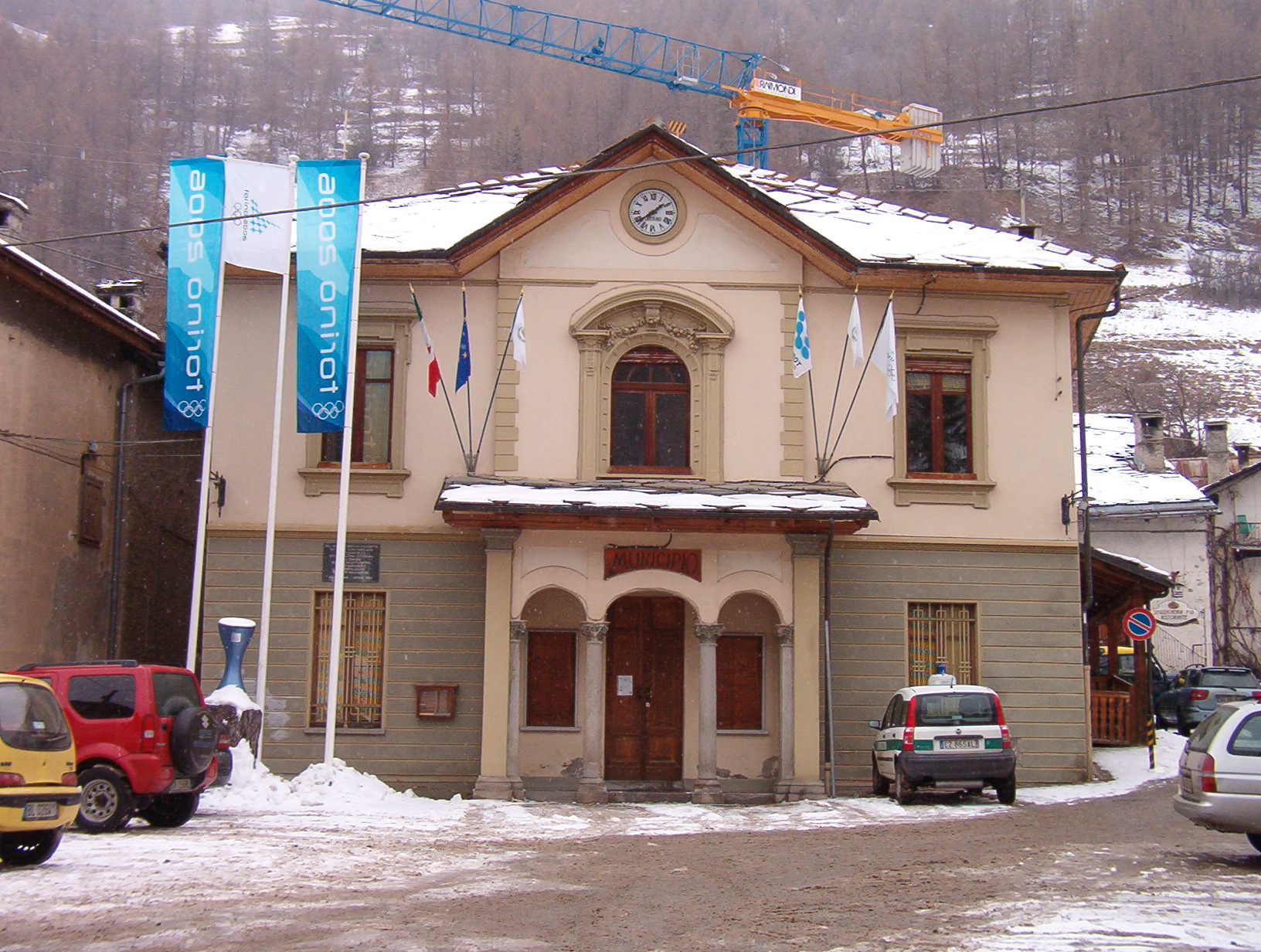
Ayuntamiento.

Pragelato (en occitano Prajalats) es un municipio italiano, situado en la región del Piamonte. En el año 2007 tenía 452 habitantes. Está asentado en el Valle Chisone, uno de los Valles Occitanos. Limita con los municipios de Exilles, Fenestrelle, Massello, Oulx, Prali, Salbertrand, Salza di Pinerolo, Sauze di Cesana, Sauze d'Oulx, Sestriere y Usseaux.

## Evolución demográfica
| Gráfica de evolución demográfica de Pragelato entre 1861 y 2001 |
|                                                                 |
| Fuente ISTAT - elaboración gráfica de Wikipedia                 |

## Administración
| Período | Nombre        | Partido      |
| ------- | ------------- | ------------ |
| 2004-   | Valter Marini | Lista cívica |